# Plaza de la Brecha
La plaza de la Brecha es un espacio público de la ciudad española de San Sebastián.

## Descripción
La plaza está delimitada en la actualidad por la alameda del Boulevard y las calles de Aldamar y de San Juan. En el pasado, hubo también una calle del mismo nombre, que, sin embargo, no ha perdurado. La plaza aparece descrita en Las calles de San Sebastián (1916) de Serapio Múgica Zufiria con las siguientes palabras:

Plazuela de la Brecha.—Sin duda, la proposición que se hizo al Ayuntamiento en sesión de 9 de Septiembre de 1885, para que se llamara «Calle de la Brecha» a una vía del ensanche Oriental, se cumplimentó, aunque algo modificada, con la rotulación de esta Plazuela, puesto que no aparece ningún acuerdo que haga referencia a ésta en particular. Puede verse «Calle de la Brecha». Por acuerdo de 13 de Abril de 1897 se rotula también en vascuence Brechako-Plazachoa.
(Múgica Zufiria, 1916, p. 169)

Según el propio Múgica Zufiria, el título es un «recuerdo histórico del lugar por donde penetraron los anglo-portugueses a la ciudad el 31 de Agosto de 1813, después de batir con su artillería el lienzo de muralla que cubría aquella parte». Explica, sin embargo, que el lugar ya se conocía con aquel nombre antes del asedio de 1813 y que el título se remonta a otro asedio de la ciudad, el de 1719: «Hay que advertir, que antes de 1813 aquel lugar era conocido con el mismo nombre. El 1.º de Julio de 1719 el ejército del duque de Berwik, compuesto de 16.000 hombres, se presentó alrededor de San Sebastián. El 25 empezó la artillería a batir en brecha la cortina de la Zurriola, entre los dos baluartes redondos, y como era tan debil, ya el 31 tenía orden del Rey de entregar la plaza, cuando abriese brecha el enemigo, y así lo hizo el día siguiente 1.º de Agosto, retirándose la guarnición al castillo, donde se defendió hasta el día 17. Desde entonces data el nombre de Brecha que lleva aquel lugar».